# Aotus griseimembra
El mico de noche caribeño (Aotus griseimembra) es una especie de primate platirrino del género Aotus que habita en Colombia y Venezuela. La taxonomía de la especie no es concluyente, mientras autores como Groves lo consideran una subespecie de Aotus lemurinus, publicaciones recientes lo consideran una especie diferente, A. griseimembra.

## Distribución
En Colombia, se distribuye desde el norte del río Sinú hasta la frontera con Venezuela lo cual incluye la Sierra Nevada de Santa Marta, y los valles de los ríos Magdalena, Cauca y San Jorge. En Venezuela, se encuentra al occidente y sur del lago de Maracaibo.

## Características
Es una especie de platirrinos relativamente pequeña. Los machos pesan en promedio alrededor de 1000 g y las hembras 923 g.  Tiene un pelaje corto y fino. El color del dorso varía de gris-marrón a rojizo-marrón y el vientre es amarillento. El pelo de la espalda las manos y pies es color café brillante con punta obscuras, característica que lo diferencia de Aotus lemurinus.

## Comportamiento
Este mico de noche es arbóreo y nocturno. Junto a las demás especies de Aotus son los únicos primates nocturnos. Las observaciones indican bajos niveles de actividad incluso en noche claras de luna llena. Se halla en diversos tipos de bosques, incluyendo bosque secundarios y plantaciones de café; un estudio indica la presencia preferencia por gran diversidad de bosques. Habita en grupos pequeños de entre 2 y 6 individuos, con más frecuencia entre 2 y 4 miembros, integrados por una pareja adulta, un infante y algunos jóvenes.  Los grupos son territoriales y tienen territorios que se superponen escasamente. Un estudio encuna densidad poblacional de 1,5 animales por kilómetro cuadrado, mientras otro encontró una densidad tal alta como 150 animales por kilómetro cuadrador. El último fue realizado en un bosque que hacía las veces de refugio, por desplazamiento de bosques vecinos, lo cual justifica la densidad demasiado alta.
Al igual que otros primates nocturnos es una de las pocas especies que es monógama. La pareja estable generalmente conciben un hijo por año, pero en algunas ocasiones se observan gemelos. El periodo gestacional es de aproximadamente 133 días. El padre trasporta la cría hasta los 2 días de vida, cediéndoselo a la madre durante la lactancia. El periodo entre partos es de 271 días.

## Conservación
La Lista Roja de la UICN considera a la especie como vulnerable. Se considera principalmente amenazado en Colombia, en parte debido a la pérdida de su hábitas, pero también debido a la captura extensa en las décadas de 1960 y 1970 para investigaciones sobre la malaria.